# إبراهيم توريه
إبراهيم توريه (بالفرنسية: Ibrahim Touré)، (27 سبتمبر 1985 / 20 يونيو 2014 ), ولد في ساحل العاج (بواكيه ، لاعب كرة قدم من ساحل العاج.
انتقل إلى نادي الاتحاد السوري قادما من نيس الفرنسي ومن ثم لعب في نادي سموحة المصري.
إبراهيم توريه شقيق كولو توريه مدافع ليفربول الإنجليزي، وكذلك شقيقه يايا توريه لاعب نادي مانشستر سيتي الإنجليزي.
توفي اللاعب إبراهيما توريه بتاريخ 20/6/2014 بعد صراع طويل مع مرض سرطان العظم .

## روابط خارجية
- إبراهيم توريه على موقع قاعدة بيانات كرة القدم.إي يو (الإنجليزية)
- إبراهيم توريه على موقع Soccerway.com (الإنجليزية)
- إبراهيم توريه على موقع عالم كرة القدم.نت (الإنجليزية)